# Monegres
|  | «Monegros» redirigeix aquí. Vegeu-ne altres significats a «Monegros Desert Festival». |

Els Monegres (Monegros en aragonès i en castellà) és una de les comarques de l'Aragó. El seu nom és una conjunció de les paraules «Monts Negres», com es coneixia a la zona abans que els seus grans boscos de pins i sabines fossin talats i es desenvolupés l'actual hàbitat estepari.

## Municipis
El conformen els municipis d'Albalatillo/Albalatiello, Albero Bajo/Albero Baixo, Alberuela de Tubo/Abargüela de Tubo, Alcubierre, La Almolda/L'Almolda, Almunient, Barbués, Bujaraloz/Burcharaloz, Capdesaso/Cabosaso, Castejón de Monegros/Castillón de Monegros, Castelflorite/Castiflorit, Farlete/Farlet, Grañén/Granyén, Huerto, Lalueza/A Lueza, Lanaja/A Nacha, Leciñena/Lecinyena, Monegrillo/Monegriello, Peñalba/Penyalba, Perdiguera, Poleñino/Polinyino, Robres, Sangarrén/Sant Garrén, Sariñena/Sarinyena, Sena, Senés de Alcubierre/Senés d'Alcubierre, Tardienta, Torralba de Aragón/Torralba d'Aragón, Torres de Barbués, Valfarta i Villanueva de Sigena/Vilanova de Sixena

## Geografia
La serra d'Alcubierre creua la comarca de nord-oest a sud-est, aconseguint la seua major altura en el Monte Oscuro, amb 822 m. El clima és semiàrid amb escassa pluviositat i altes temperatures a l'estiu. Hi ha moltes llacunes, salades i basses, que formen el complex endorreic més important d'Europa. Destaquen la llacuna de Sariñena i la de la Playa.
Limita al nord amb la Foia d'Osca, a l'est amb el Somontano de Barbastre, el Cinca Mitjà i el Baix Cinca, a l'oest amb la comarca de Saragossa i al sud amb la Ribera Baixa de l'Ebre i el Baix Aragó-Casp.

## Territori i població

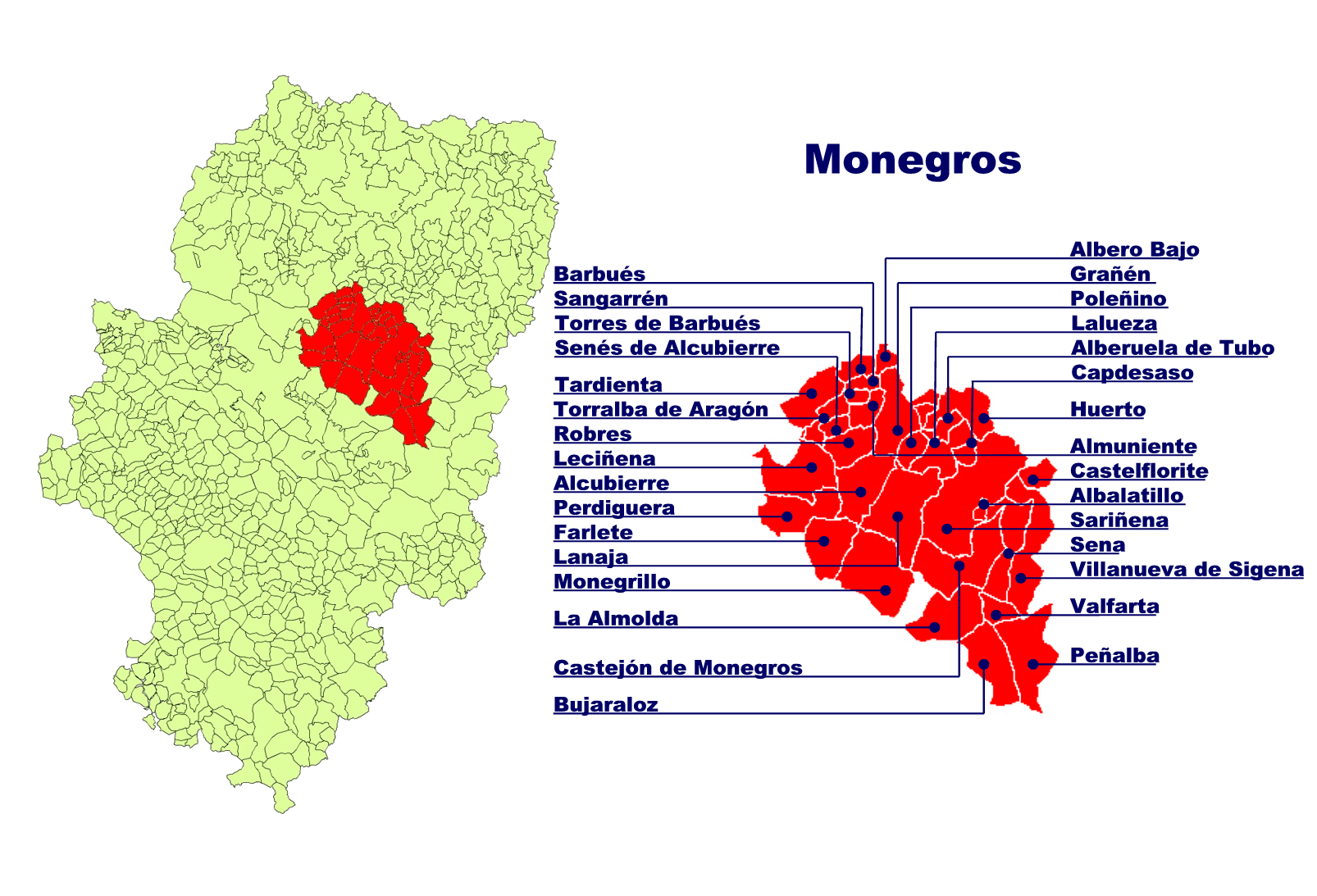
Municipis dels Monegres

| Núm | Municipi             | Extensió (km²) | % del total | Habitants (2012) | % del total | Altitud (metres) | Pedanies                                                                                    |
| --- | -------------------- | -------------- | ----------- | ---------------- | ----------- | ---------------- | ------------------------------------------------------------------------------------------- |
| 1   | Albalatillo          | 9,1            | 0,3         | 224              | 1,1         | 259              |                                                                                             |
| 2   | Albero Bajo          | 22,2           | 0,8         | 114              | 0,6         | 411              |                                                                                             |
| 3   | Alberuela de Tubo    | 20,8           | 0,8         | 348              | 1,7         | 350              | Sodeto.                                                                                     |
| 4   | Alcubierre           | 115,3          | 4,2         | 424              | 2,1         | 466              |                                                                                             |
| 5   | Almolda (La)         | 131,3          | 4,7         | 611              | 3,0         | 491              |                                                                                             |
| 6   | Almunient            | 37,6           | 1,4         | 564              | 2,7         | 337              | Frula.                                                                                      |
| 7   | Barbués              | 19,6           | 0,7         | 98               | 0,5         | 361              |                                                                                             |
| 8   | Bujaraloz            | 120,9          | 4,4         | 1.054            | 5,1         | 327              |                                                                                             |
| 9   | Capdesaso            | 17,7           | 0,6         | 184              | 0,9         | 313              |                                                                                             |
| 10  | Castejón de Monegros | 165,3          | 6,0         | 623              | 3,0         | 466              |                                                                                             |
| 11  | Castellflorit        | 34,8           | 1,3         | 131              | 0,6         | 310              |                                                                                             |
| 12  | Farlete              | 104,1          | 3,8         | 428              | 2,1         | 413              |                                                                                             |
| 13  | Granyén              | 124,0          | 4,5         | 1.990            | 9,6         | 332              | Callen, Curbe, Fraella, Montesusin.                                                         |
| 14  | Huerto               | 86,7           | 3,1         | 266              | 1,3         | 370              | Usón, Venta de Ballerías.                                                                   |
| 15  | Lalueza              | 88,2           | 3,2         | 1.066            | 5,2         | 285              | Marcen, San Lorenzo del Flumen.                                                             |
| 16  | Lanaja               | 183,7          | 6,6         | 1.358            | 6,6         | 369              | Cantalobos, Orillena.                                                                       |
| 17  | Leciñena             | 178,6          | 6,5         | 1.306            | 6,3         | 415              |                                                                                             |
| 18  | Monegrillo           | 183,2          | 6,6         | 464              | 2,2         | 437              |                                                                                             |
| 19  | Penyalba             | 156,7          | 5,7         | 759              | 3,7         | 254              |                                                                                             |
| 20  | Perdiguera           | 109,8          | 4,0         | 645              | 3,1         | 473              |                                                                                             |
| 21  | Polinyino            | 33,0           | 1,2         | 217              | 1,1         | 290              |                                                                                             |
| 22  | Robres               | 64,3           | 2,3         | 605              | 2,9         | 400              |                                                                                             |
| 23  | Sangarrén            | 32,2           | 1,2         | 227              | 1,1         | 379              |                                                                                             |
| 24  | Sarinyena            | 275,6          | 10,0        | 4.402            | 21,3        | 281              | La Cartuja de Monegros, Lamasadera, Lastanosa, Pallaruelo de Monegros, San Juan del Flumen. |
| 25  | Sena                 | 104,7          | 3,8         | 542              | 2,6         | 221              |                                                                                             |
| 26  | Senés de Alcubierre  | 20,5           | 0,7         | 53               | 0,3         | 390              |                                                                                             |
| 27  | Tardienta            | 90,6           | 3,3         | 985              | 4,8         | 389              |                                                                                             |
| 28  | Torralba d'Aragó     | 40,4           | 1,5         | 110              | 0,5         | 380              |                                                                                             |
| 29  | Torres de Barbués    | 13,9           | 0,5         | 297              | 1,4         | 345              | Valfonda de Santa Ana.                                                                      |
| 30  | Valfarta             | 33,2           | 1,2         | 74               | 0,4         | 372              |                                                                                             |
| 31  | Vilanova de Sixena   | 146,4          | 5,3         | 464              | 2,2         | 231              |                                                                                             |
| #   | Los Monegros         | 2.764,4        | 100,0       | 20.633           | 100,0       | —                |                                                                                             |